# Rush Limbaugh
Rush Hudson Limbaugh III (født 12. januar 1951, død 17. februar 2021) var en amerikansk radiovært og politisk kommentator. Han var sidst bosat i Palm Beach, Florida, hvor han var vært for radioshowet The Rush Limbaugh Show.